# Carpolestes
Carpolestes és un gènere de mamífers extints semblants als primats del Paleocè superior de Nord-amèrica. Juntament amb Elphidotarsius i Carpodaptes, encarna una tendència evolutiva cap a unes dents premolars més grosses i complexes en el si de la família dels carpolèstids.
Les espècies de Carpolestes semblen formar un llinatge: la primera espècie, C. dubius, era ancestral a l'espècie tipus, C. nigridens, que al seu torn era ancestral a l'espècie més recent, C. simpsoni.